# Bandit Kings of Ancient China
Bandit Kings of Ancient China (Japans: 水滸伝 天命の誓い) is een computerspel dat werd ontwikkeld en uitgegeven door KOEI. Het spel kwam in 1989 als eerste uit voor de DOS, FM-7, Macintosh, PC-88, Sharp X1 en Sharp X68000. Later volgde ook andere homecomputers. Het spel is een strategiespel van het type turn-based strategy dat zich afspeelt in de 12e eeuw. Het doel van het spel is de regering af te zetten.

## Platforms
| Jaar | Platform                                            |
| ---- | --------------------------------------------------- |
| 1989 | DOS, FM-7, Macintosh, PC-88, Sharp X1, Sharp X68000 |
| 1990 | Amiga, FM Towns, NES                                |
| 1991 | MSX, PC-98                                          |
| 1996 | PlayStation, SEGA Saturn                            |

## Ontvangst
| Beoordeeld door                      | Platform | Datum         | Score |
| ------------------------------------ | -------- | ------------- | ----- |
| Amiga Action                         | Amiga    | april 1991    | 85%   |
| Power Play                           | DOS      | augustus 1991 | 79%   |
| Power Play                           | Amiga    | augustus 1991 | 79%   |
| Game Freaks 365                      | NES      | 2005          | 78%   |
| Amiga Joker                          | Amiga    | juli 1991     | 70%   |
| Nintendo Power Magazine              | NES      | maart 1991    | 68%   |
| Joker Verlag präsentiert: Sonderheft | Amiga    | 1993          | 60%   |
| Computer Gaming World (CGW)          | DOS      | oktober 1990  | 60%   |
| Joker Verlag präsentiert: Sonderheft | DOS      | 1993          | 55%   |